# Hoya coriacea
Hoya coriacea är en oleanderväxtart. Hoya coriacea ingår i släktet Hoya och familjen oleanderväxter.

## Underarter
Arten delas in i följande underarter:
- H. c. coriacea
- H. c. philippinensis